# Ortholasma rugosum
Ortholasma rugosum is een hooiwagen uit de familie aardhooiwagens (Nemastomatidae). De originele naamcombinatie (protoniem) was Ortholasma rugosa Banks, 1894, Maar met een verkeerde geslacht van de soortnaam. De soortnaam is bijgewerkt naar de latere formatie Ortholasma rugosum Banks, 1894.